# Koha
A Koha egy új-zélandi fejlesztésű, teljes körűen használható integrált könyvtári rendszer, az első, amely nyílt forráskódú, GNU General Public License alatt terjesztett, és így bárki számára szabadon és ingyenesen elérhető. Nevének jelentése ajándék, adomány maori nyelven.

A Koha szabad verziójának logója

## Története
Az új-zélandi Katipo Communications Ltd Archiválva 2012. március 5-i dátummal a Wayback Machine-ben-t 1999-ben kereste fel egy helyi könyvtáros szövetség, a Horowhenua Library Trust azzal, hogy készítsen egy integrált könyvtári rendszert a szövetség tagjai számára a meglévő helyett. A megállapodás szerint az elkészült szoftvert szabaddá tették. Az első telepített rendszer 2000 januárjában kezdett működni, majd hamarosan más könyvtárak is csatlakoztak a felhasználók táborához.
A fejlesztés és a terjeszkedés is folytatódott: 2002-ben Európába és a tengerentúlra is eljutott a rendszer. Az Amerikai Egyesült Államok első Koha rendszerét az Ohio állambeli Athens megye kisvárosában, Nelsonville-ben telepítették. A munkálatok élén Joshua Ferraro állt, aki 2005-ben megalapította LibLime nevű cégét, amely a Koha fejlesztésével és menedzselésével foglalkozott. Európán belül Franciaországban, Marseilles-ben Paul Poulain kezdte fejleszteni a rendszert, majd 2007-től a BibLibre társalapítója lett, mely a LibLime-hoz hasonlóan a Koha fejlesztésével foglalkozik, valamint a rendszer használatával kapcsolatos szolgáltatásokat nyújt. A fejlesztéseket beépítették a Koha eredeti verzióiba is, így továbbra is egységes maradt.
Ez 2009-ben változott meg, mikor a LibLime bejelentette, hogy saját Koha verziót fejleszt – nagy port kavarva ezzel a Koha közösségében. A nyílt forráskód mellett elköteleződött Koha Community a továbbiakban elhatárolódott a LibLime-tól, ennek jegyében külön domainre is költöztek (www.koha-community.org), átadva az addigit (www.koha.org) az amerikai cégnek. A Koha az Amerikai Egyesült Államokban bejegyzett védjeggyé vált, a verziók pedig külön-külön fejlődtek tovább. A LibLime és a BibLibre mellett számos kisebb-nagyobb cég nyújt a Kohához kapcsolódó szolgáltatásokat.
A független Koha jelenleg a 3.14-es verziószámot viseli, a kiadás 2013 novemberében jelent meg.

## Tulajdonságai

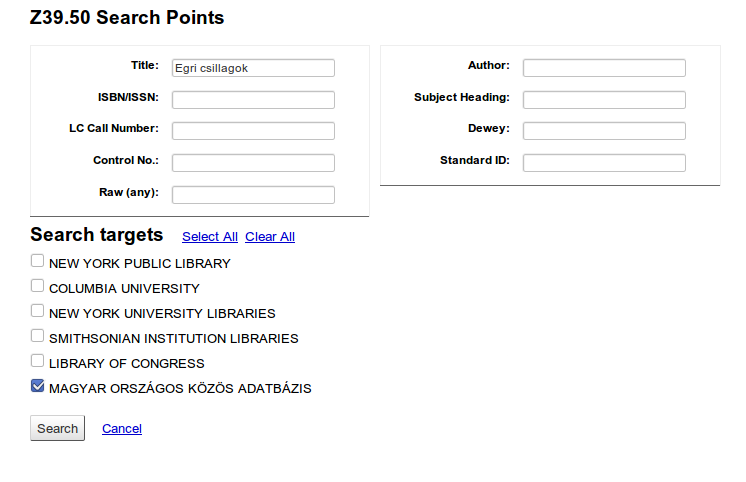
A Koha Z39.50-es keresője

### Rendszerkövetelmények
A rendszer működtetéséhez a következőket ajánlják a közösség tagjai:
- Linux alapú szerver (legelterjedtebb a Debian)
- Apache HTTP Server
- adatbázis-kezelő: MySQL

A Koha Perl nyelven íródott, ezért azt is telepítenünk kell a felsoroltak mellé. A felhasználói oldal operációs rendszerére nincs megkötés: a szoftver teljes mértékben webalapú, eléréséhez csupán egy böngészőre van szükség. (Megjegyzés: mivel a Koha Community a szabad szoftverek elkötelezettje, természetesen az operációs rendszerek terén is ezek használatát javasolják a felhasználóknak.)

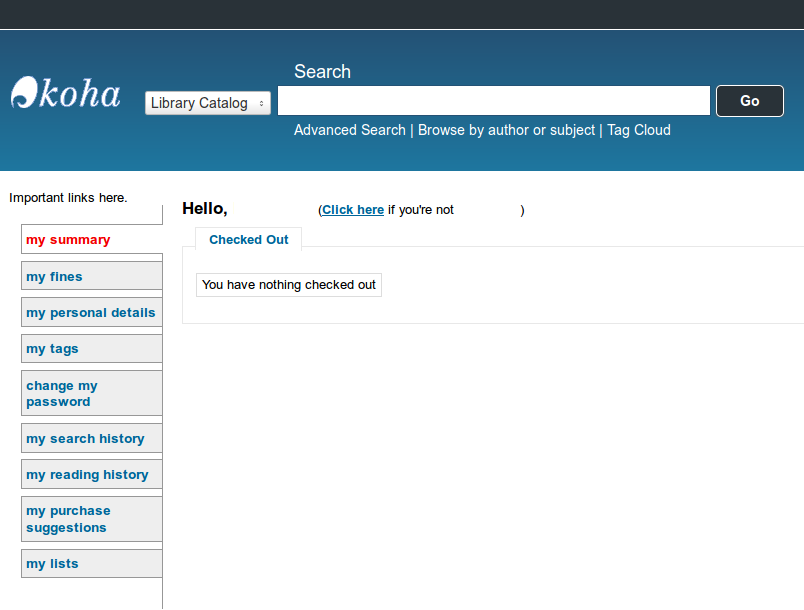
A Koha OPAC funkciói bejelentkezés után

### Modulok
A Koha modulokból építkező rendszer, 6 fő alkotórészből áll:
- Webes katalógus (OPAC): az alapvető funkciók mellett a felhasználók a web 2.0 megoldásaival is élhetnek, például címkéket (tag), kommentárokat fűzhetnek a dokumentumokhoz, listákat szerkeszthetnek és hozhatnak létre, valamint feliratkozhatnak az egyes kereséseik RSS-csatornájára is, így nyomon tudják követni a változásokat. Az OPAC tökéletesen integrálható egy intézmény már meglévő webfelületébe, minden szempontból átalakítható és testre szabható.
- Katalógus: a beépített a Z39.50 protokoll segítségével rekordokat importálhatunk az elérhető Z-szerverekről. Támogatja emellett az OAI-PMH protokollt és az SRW-t is. A rekordok esetében a MARC21- és az UNIMARC-formátumok közül lehet választani. Keresőrendszere a Zebra nevű indexelő szolgáltatást használja, amely tovább növeli a keresési hatékonyságot.
- Kölcsönzési modul
- Beszerzési modul
- Időszaki kiadványok
- Adminisztrációs modul

## Elterjedtség
2000-es debütálása óta a Koha világszerte ismertté vált, ennek ellenére elterjedését tekintve kisebbségben van a nem nyílt forráskódú, tulajdonosi integrált könyvtári rendszerekkel szemben. Leginkább az USA területén népszerű, és általában nyilvános és iskolai könyvtárak, ritkábban egyetemi könyvtárak telepítik a rendszert. A Koha Community tagjainak önkéntes fordítómunkája sokat segített a népszerűsítésben, így az angol mellett már számos más nyelven is elérhető a szoftver. A fordításba bárki beszállhat az erre a célra létesített Koha Translate felületen, ahol elérhetőek a fordítandó fájlok, amelyeket le is lehet tölteni az offline munkához.
A magyarországi könyvtárak 2012-ig nem éltek a nyílt forráskódú integrált könyvtári rendszer nyújtotta szabadsággal és lehetőségekkel. Ennek egyik legfőbb oka a nyelvi probléma lehet, mivel a Koha magyarul egyelőre nem érhető el. Egy maroknyi csapat 2008-ban és 2011-ben is elkezdte a fordítást, de a projekt továbbra is függőben van.
2013-ban a Szent István Egyetemen működő Mezőgazdasági Eszköz- és Gépfejlődéstörténeti Szakmúzeum saját Műszaki Dokumentációs Központjában vezette be a Kohát, melyet jelenleg is használnak. Az OPAC magyar nyelvű fordítása részben elkészült, így az olvasói felület nagyrészt már magyar nyelvű szöveggel használható. 2014-ben két általános iskola is érdeklődött a program iránt, a Koha bevezetése náluk folyamatban van.

## Kipróbálási lehetőség
A Koha Community összegyűjtött néhány helyet, ahol szétnézhetünk a Koha OPAC-ban és a könyvtárosi munkafelületen is.
| Verzió | MARC formátum |      |                    | Könyvtáros felhasználónév és jelszó | Tulajdonos                   |
| ------ | ------------- | ---- | ------------------ | ----------------------------------- | ---------------------------- |
| Master | MARC21        | OPAC | Könyvtáros felület | bywater / bywater                   | ByWater Solutions (USA)      |
| Master | MARC21        | OPAC | Könyvtáros felület | demo / demo                         | Equinox Software, Inc. (USA) |
| Master | NORMARC       | OPAC | Könyvtáros felület | demo / demo                         | Libriotech (Norvégia)        |
| 3.2.5  | MARC21        | OPAC | Könyvtáros felület | demo / demo                         | software.coop (Európa)       |
| 3.0.5  | UNIMARC       | OPAC | Könyvtáros felület | demo / demo                         | Biblibre (Franciaország)     |
| 3.4.5  | UNIMARC       | OPAC | Könyvtáros felület | demo / demo                         | Tamil (Franciaország)        |

A Master a pillanatnyilag fejlesztett verziót jelenti.